# Liste des missions de la navette spatiale américaine
Cette liste des missions de la navette spatiale américaine regroupe l'ensemble des missions effectuées par la navette spatiale américaine dans le cadre du programme de même nom, jusqu'à son retrait en juillet 2011, soit 135 vols au total. Tous les vols sont lancés depuis l'une des deux aires de lancement du centre spatial Kennedy. Les atterrissages ont lieu au centre spatial Kennedy ou à la base d'Edwards. Un seul vol s'est posé à White Sands.
Les missions accomplies par la navette spatiale américaine sont de plusieurs types :
- Missions scientifiques. Celles-ci utilisent généralement un laboratoire spatial installé dans la baie cargo qui peut être pressurisé ou non :
- Laboratoire spatial Spacelab : 22 vols entre 1983 et 1998
- Laboratoire spatial Spacehab : 22 vols entre 1993 et 2007
- Lancement de satellites
  - Satellites de télécommunications
  - Sonde spatiales
- Missions militaires : lancement de satellites militaires
- Relève de l'équipage de la station spatiale Mir
- Relève de l'équipage, ravitaillement et assemblage de la Station spatiale internationale (SSI / ISS).

## Liste des vols de la navette spatiale

### Vols d'essais
| no ordre | Jour / mois  | Année | Mission | Navette    | Équipage | Durée     | Site atterrissage | Remarques                                                                     |
| -------- | ------------ | ----- | ------- | ---------- | -------- | --------- | ----------------- | ----------------------------------------------------------------------------- |
| 1        | 12 août      | 1977  | ALT-12  | Enterprise | 2        | 5 minutes | Edwards           | Premier vol libre de la navette spatiale; Premier vol non captif d'Enterprise |
| 2        | 13 septembre | 1977  | ALT-13  | Enterprise | 2        | 5 minutes | Edwards           | Deuxième vol libre                                                            |
| 3        | 23 septembre | 1977  | ALT-14  | Enterprise | 2        | 5 minutes | Edwards           | Troisième vol libre                                                           |
| 4        | 12 octobre   | 1977  | ALT-15  | Enterprise | 2        | 2 minutes | Edwards           | Quatrième vol libre; premier vol sans le cône de queue (configuration réelle) |
| 5        | 26 octobre   | 1977  | ALT-16  | Enterprise | 2        | 2 minutes | Edwards           | Dernier vol libre, dernier vol non captif d'Enterprise                        |

### Lancements et vols orbitaux
| no ordre | Jour / Mois  | Année | Mission  | Navette    | Équipage | Durée         | Site d'atterrissage | Remarques |
| -------- | ------------ | ----- | -------- | ---------- | -------- | ------------- | ------------------- | --- |
| 1        | 12 avril     | 1981  | STS-1    | Columbia   | 2        | 2 jours 6 h   | Edwards             | Premier vol d'un vaisseau spatial réutilisable ; premier vol de Columbia |
| 2        | 12 novembre  | 1981  | STS-2    | Columbia   | 2        | 2 jours 06 h  | Edwards             | Premier test du bras télécommandé Canadarm ; mission abrégée à la suite de problème avec les piles à combustible. |
| 3        | 22 mars      | 1982  | STS-3    | Columbia   | 2        | 8 jours 00 h  | White Sands         | Test de la navette spatiale, Premier et unique atterrissage à White Sands, Nouveau-Mexique |
| 4        | 27 juin      | 1982  | STS-4    | Columbia   | 2        | 7 jours 01 h  | Edwards             | Dernier test de la navette spatiale, première charge utile militaire. |
| 5        | 11 novembre  | 1982  | STS-5    | Columbia   | 4        | 5 jours 02 h  | Edwards             | Lancements multiples de satellites de télécommunications ; Première sortie extra-véhiculaire programmée mais annulée à cause d'un problème de combinaison spatiale.                                                                                    |
| 6        | 4 avril      | 1983  | STS-6    | Challenger | 4        | 5 jours 00 h  | Edwards             | lancement de satellite TDRS ; premier vol de Challenger ; première sortie extravéhiculaire depuis la navette |
| 7        | 18 juin      | 1983  | STS-7    | Challenger | 5        | 6 jours 02 h  | Edwards             | Première américaine dans l'espace Sally Ride ; Lancement de plusieurs satellites de télécommunications ; Premier déploiement et récupération du satellite SPAS                                                                                         |
| 8        | 30 aout      | 1983  | STS-8    | Challenger | 5        | 6 jours 01 h  | Edwards             | Lancement d'un satellite de télécommunications, premier vol spatial d'un afro-américain, Guion Bluford ; Test du bras Canadarm avec une charge utile pesante.                                                                                          |
| 9        | 28 novembre  | 1983  | STS-9    | Columbia   | 6        | 10 jours 07 h | Edwards             | Première mission du laboratoire spatial Spacelab |
| 10       | 3 février    | 1984  | STS-41-B | Challenger | 5        | 7 jours 23 h  | Kennedy             | Lancement de satellites de télécommunications, Première marche dans l'espace sans sécurité Bruce McCandless II avec Manned Maneuvering Unit ; Premier atterrissage à Kennedy ; Récupération du satellite Solar Max en panne                            |
| 11       | 6 avril      | 1984  | STS-41-C | Challenger | 5        | 6 jours 23 h  | Edwards             | Mise en service de Solar max (premier satellite à être réparé par des astronautes), lancement de LDEF |
| 12       | 30 aout      | 1984  | STS-41-D | Discovery  | 6        | 6 jours 00 h  | Edwards             | Lancement multiple de satellites de télécommunications ; premier vol de Discovery, test of OAST-1 Solar Array |
| 13       | 5 octobre    | 1984  | STS-41-G | Challenger | 7        | 8 jours 05 h  | Kennedy             | Lancement du satellite Earth Radiation Budget Satellite ; Premier vol comprenant deux femmes dans l'équipage Ride and Sullivan ; Première sortie extravéhiculaire d'une américaine Kathryn Sullivan ; Premier canadien dans l'espace Marc Garneau      |
| 14       | 8 novembre   | 1984  | STS-51-A | Discovery  | 5        | 7 jours 23 h  | Kennedy             | Lancement de plusieurs satellites de télécommunications, récupération de 2 autres satellites de communication Palapa B2 et Westar VI qui seront remis en état sur terre puis renvoyés en orbite ultérieurement.                                        |
| 15       | 24 janvier   | 1985  | STS-51-C | Discovery  | 5        | 3 jours 01 h  | Kennedy             | Première mission militaire classifiée : Lancement d'un satellite Magnum satellite |
| 16       | 12 avril     | 1985  | STS-51-D | Discovery  | 7        | 6 jours 23 h  | Kennedy             | Lancement de plusieurs satellites de télécommunications, premier vol spatial d'un homme politique en exercice, Jake Garn, première sortie extravéhiculaire improvisée pour réparer le satellite Syncom F3 (Leasat 3)                                   |
| 17       | 29 avril     | 1985  | STS-51-B | Challenger | 7        | 7 jours 00 h  | Edwards             | Mission Spacelab |
| 18       | 17 juin      | 1985  | STS-51-G | Discovery  | 7        | 7 jours 01 h  | Edwards             | Lancement de plusieurs satellites de télécommunications |
| 19       | 29 juillet   | 1985  | STS-51-F | Challenger | 7        | 7 jours 22 h  | Edwards             | Mission Spacelab |
| 20       | 27 aout      | 1985  | STS-51-I | Discovery  | 5        | 7 jours 02 h  | Edwards             | Lancement de plusieurs satellites de télécommunications, sauvetage de Syncom F3 (Leasat-3) par les astronautes |
| 21       | 3 octobre    | 1985  | STS-51-J | Atlantis   | 5        | 4 jours 01 h  | Edwards             | Deuxième mission militaire classifiée : lancement d'un satellite DSCS. Premier vol de Atlantis. |
| 22       | 30 octobre   | 1985  | STS-61-A | Challenger | 8        | 7 jours 00 h  | Edwards             | Mission Spacelab, dernière mission réussie de Challenger |
| 23       | 27 novembre  | 1985  | STS-61-B | Atlantis   | 7        | 6 jours 21 h  | Edwards             | Lancement de plusieurs satellites de télécommunications, EASE/ACCESS (en) experiment |
| 24       | 12 janvier   | 1986  | STS-61-C | Columbia   | 7        | 6 jours 02 h  | Edwards             | Lancement de satellite de télécommunications, Vol du député du Congrès Bill Nelson |
| 25       | 28 janvier   | 1986  | STS-51-L | Challenger | 7        | 1 min 13 s    | N/A                 | Lancement TDRS planifié, Accident de la navette spatiale Challenger |
| 26       | 29 septembre | 1988  | STS-26   | Discovery  | 5        | 4 jours 01 h  | Edwards             | Lancement d'un satellite TDRS ; premier vol postérieur à l'accident de la navette spatiale Challenger. |
| 27       | 2 décembre   | 1988  | STS-27   | Atlantis   | 5        | 4 jours 09 h  | Edwards             | Troisième mission militaire secrète : lancement de satellite Lacrosse 1 |
| 28       | 13 mars      | 1989  | STS-29   | Discovery  | 5        | 4 jours 23 h  | Edwards             | TDRS-D/IUS, IMAX, SHARE I expérience de radiateur de station spatiale. |
| 29       | 4 mai        | 1989  | STS-30   | Atlantis   | 5        | 4 jours 00 h  | Edwards             | Lance de la sonde spatiale Magellan vers Vénus |
| 30       | 8 aout       | 1989  | STS-28   | Columbia   | 5        | 5 jours 01 h  | Edwards             | Quatrième mission militaire classifiée : lancement d'un satellite Satellite Data System |
| 31       | 18 octobre   | 1989  | STS-34   | Atlantis   | 5        | 4 jours 23 h  | Edwards             | Lancement de la sonde spatiale Galileo vers Jupiter ; film IMAX |
| 32       | 22 novembre  | 1989  | STS-33   | Discovery  | 5        | 5 jours 00 h  | Edwards             | Cinquième mission militaire ; satellite Magnum/IUS |
| 33       | 9 janvier    | 1990  | STS-32   | Columbia   | 5        | 10 jours 21 h | Edwards             | Lancement du satellite SYNCOM IV-F5 récupération LDEF retrieval ; film IMAX |
| 34       | 28 février   | 1990  | STS-36   | Atlantis   | 5        | 4 jours 10 h  | Edwards             | Sixième mission militaire : lancement du satellite de reconnaissance Misty |
| 35       | 24 avril     | 1990  | STS-31   | Discovery  | 5        | 5 jours 01 h  | Edwards             | Lancement de Hubble |
| 36       | 6 octobre    | 1990  | STS-41   | Discovery  | 5        | 4 jours 02 h  | Edwards             | Lancement de la sonde spatiale Ulysses/IUS autour du Soleil |
| 37       | 15 novembre  | 1990  | STS-38   | Atlantis   | 5        | 4 jours 21 h  | Kennedy             | Septième mission militaire classifiée. Sans doute déploiement de SDS2-2. |
| 38       | 2 décembre   | 1990  | STS-35   | Columbia   | 7        | 8 jours 23 h  | Edwards             | Mise en œuvre de l'observatoire astronomique ASTRO-1 |
| 39       | 5 avril      | 1991  | STS-37   | Atlantis   | 5        | 5 jours 23 h  | Edwards             | Lancement de Compton Gamma Ray Observatory |
| 40       | 28 avril     | 1991  | STS-39   | Discovery  | 7        | 8 jours 07 h  | Kennedy             | Première mission militaire non classifiée ; expériences scientifiques militaires |
| 41       | 5 juin       | 1991  | STS-40   | Columbia   | 7        | 9 jours 02 h  | Edwards             | Mission Spacelab |
| 42       | 2 aout       | 1991  | STS-43   | Atlantis   | 5        | 8 jours 21 h  | Kennedy             | Lancement de satellite TDRS |
| 43       | 12 septembre | 1991  | STS-48   | Discovery  | 5        | 5 jours 08 h  | Edwards             | Lancement du satellite Upper Atmosphere Research Satellite |
| 44       | 24 novembre  | 1991  | STS-44   | Atlantis   | 6        | 6 jours 22 h  | Edwards             | Lancement du satellite DSP satellite |
| 45       | 22 janvier   | 1992  | STS-42   | Discovery  | 7        | 8 jours 01 h  | Edwards             | Mission Spacelab |
| 46       | 24 mars      | 1992  | STS-45   | Atlantis   | 7        | 8 jours 22 h  | Kennedy             | Plateforme scientifique ATLAS-1 |
| 47       | 7 mai        | 1992  | STS-49   | Endeavour  | 7        | 8 jours 21 h  | Edwards             | Intelsat VI repair ; premier vol de Endeavour Première sortie extravéhiculaire de 3 personnes. Quatre sorties extravéhiculaires au cours d'une même mission.                                                                                           |
| 48       | 25 juin      | 1992  | STS-50   | Columbia   | 7        | 13 jours 19 h | Kennedy             | Mission Spacelab |
| 49       | 31 juillet   | 1992  | STS-46   | Atlantis   | 7        | 7 jours 23 h  | Kennedy             | EURECA (European Retrievable Carrier) et première mission conjointe Agence spatiale italienne/ NASA du Tethered Satellite System (TSS) |
| 50       | 12 septembre | 1992  | STS-47   | Endeavour  | 7        | 7 jours 22 h  | Kennedy             | Mission Spacelab SL-J (Japon). |
| 51       | 22 octobre   | 1992  | STS-52   | Columbia   | 6        | 9 jours 20 h  | Kennedy             | LAGEOS II, expériences de microgravité |
| 52       | 2 décembre   | 1992  | STS-53   | Discovery  | 5        | 7 jours 07 h  | Edwards             | Dernière et 10e mission militaire en partie classifiée. Sans doute déploiement du satellite SDS2. |
| 53       | 13 janvier   | 1993  | STS-54   | Endeavour  | 5        | 5 jours 23 h  | Kennedy             | Lancement TDRS-F/IUS |
| 54       | 8 avril      | 1993  | STS-56   | Discovery  | 5        | 9 jours 06 h  | Kennedy             | Plateforme scientifique ATLAS-2 |
| 55       | 26 avril     | 1993  | STS-55   | Columbia   | 7        | 9 jours 23 h  | Edwards             | Mission Spacelab |
| 56       | 21 juin      | 1993  | STS-57   | Endeavour  | 6        | 9 jours 23 h  | Kennedy             | Spacehab, EURECA |
| 57       | 12 septembre | 1993  | STS-51   | Discovery  | 5        | 9 jours 20 h  | Kennedy             | Lancement du satellite ACTS ; SPAS-Orfeus avec caméra IMAX |
| 58       | 18 octobre   | 1993  | STS-58   | Columbia   | 7        | 14 jours 00 h | Edwards             | Mission Spacelab |
| 59       | 2 décembre   | 1993  | STS-61   | Endeavour  | 7        | 10 jours 19 h | Kennedy             | Maintenance du télescope spatial Hubble |
| 60       | 3 février    | 1994  | STS-60   | Discovery  | 6        | 7 jours 06 h  | Kennedy             | Spacehab, Wake Shield Facility |
| 61       | 4 mars       | 1994  | STS-62   | Columbia   | 5        | 13 jours 23 h | Kennedy             | expériences de microgravité |
| 62       | 9 avril      | 1994  | STS-59   | Endeavour  | 6        | 11 jours 05 h | Edwards             | Radar Laboratory-1 de la navette |
| 63       | 8 juillet    | 1994  | STS-65   | Columbia   | 7        | 14 jours 17 h | Kennedy             | Mission Spacelab |
| 64       | 9 septembre  | 1994  | STS-64   | Discovery  | 6        | 10 jours 22 h | Edwards             | Plusieurs expériences scientifiques ; SPARTAN |
| 65       | 30 septembre | 1994  | STS-68   | Endeavour  | 6        | 11 jours 05 h | Edwards             | Radar spatial Laboratory-2 |
| 66       | 3 novembre   | 1994  | STS-66   | Atlantis   | 6        | 10 jours 22 h | Edwards             | Plateforme scientifique ATLAS-3 |
| 67       | 3 février    | 1995  | STS-63   | Discovery  | 6        | 8 jours 06 h  | Kennedy             | Rendez vous avec Mir, Spacehab, IMAX |
| 68       | 2 mars       | 1995  | STS-67   | Endeavour  | 7        | 16 jours 15 h | Edwards             | ASTRO-2 |
| 69       | 27 juin      | 1995  | STS-71   | Atlantis   | 7/8      | 9 jours 19 h  | Kennedy             | Premier amarrage à la station Mir |
| 70       | 13 juillet   | 1995  | STS-70   | Discovery  | 5        | 8 jours 22 h  | Kennedy             | Lancement TDRS-G/IUS |
| 71       | 7 septembre  | 1995  | STS-69   | Endeavour  | 5        | 10 jours 20 h | Kennedy             | Wake Shield Facility, SPARTAN |
| 72       | 20 octobre   | 1995  | STS-73   | Columbia   | 7        | 15 jours 21 h | Kennedy             | Mission Spacelab |
| 73       | 12 novembre  | 1995  | STS-74   | Atlantis   | 5        | 8 jours 04 h  | Kennedy             | Deuxième amarrage à Mir. Livraison du module d'amarrage. Caméra IMAX installée dans la baie cargo. |
| 74       | 11 janvier   | 1996  | STS-72   | Endeavour  | 6        | 8 jours 22 h  | Kennedy             | Récupération du Space Flyer Unit Japan, 2 sorties extravéhiculaires. |
| 75       | 22 février   | 1996  | STS-75   | Columbia   | 7        | 15 jours 17 h | Kennedy             | Nouveau vol du satellite captif, perdu à la suite de la rupture du câble de liaison. |
| 76       | 22 mars      | 1996  | STS-76   | Atlantis   | 6/5      | 9 jours 05 h  | Edwards             | Amarrage à la station Mir |
| 77       | 19 mai       | 1996  | STS-77   | Endeavour  | 6        | 10 jours 00 h | Kennedy             | Spacehab ; SPARTAN |
| 78       | 20 juin      | 1996  | STS-78   | Columbia   | 7        | 16 jours 21 h | Kennedy             | Mission Spacelab |
| 79       | 16 septembre | 1996  | STS-79   | Atlantis   | 6/6      | 10 jours 03 h | Kennedy             | Amarrage à la station Mir |
| 80       | 19 novembre  | 1996  | STS-80   | Columbia   | 5        | 17 jours 15 h | Kennedy             | Wake Shield Facility ; ASTRO-SPAS |
| 81       | 12 janvier   | 1997  | STS-81   | Atlantis   | 6/6      | 10 jours 04 h | Kennedy             | Amarrage à la station Mir |
| 82       | 11 février   | 1997  | STS-82   | Discovery  | 7        | 9 jours 23 h  | Kennedy             | Maintenance du télescope spatial Hubble |
| 83       | 4 avril      | 1997  | STS-83   | Columbia   | 7        | 3 jours 23 h  | Kennedy             | Mission abrégée à la suite de problème avec les piles à combustible |
| 84       | 15 mai       | 1997  | STS-84   | Atlantis   | 7/7      | 9 jours 05 h  | Kennedy             | Amarrage à la station Mir |
| 85       | 1 juillet    | 1997  | STS-94   | Columbia   | 7        | 15 jours 16 h | Kennedy             | Mission Spacelab |
| 86       | 7 aout       | 1997  | STS-85   | Discovery  | 6        | 11 jours 20 h | Kennedy             | CRISTA-SPAS |
| 87       | 25 septembre | 1997  | STS-86   | Atlantis   | 7/7      | 10 jours 19 h | Kennedy             | Amarrage à la station Mir |
| 88       | 19 novembre  | 1997  | STS-87   | Columbia   | 6        | 15 jours 16 h | Kennedy             | Expériences de microgravité, 2 sorties extravéhiculaires, SPARTAN |
| 89       | 22 janvier   | 1998  | STS-89   | Endeavour  | 7/7      | 8 jours 19 h  | Kennedy             | Mission station Mir |
| 90       | 17 avril     | 1998  | STS-90   | Columbia   | 7        | 15 jours 21 h | Kennedy             | Mission Spacelab |
| 91       | 2 juin       | 1998  | STS-91   | Discovery  | 6/7      | 9 jours 19 h  | Kennedy             | Dernier amarrage à la station Mir |
| 92       | 29 octobre   | 1998  | STS-95   | Discovery  | 7        | 8 jours 21 h  | Kennedy             | Spacehab ; vol de John Glenn |
| 93       | 4 décembre   | 1998  | STS-88   | Endeavour  | 6        | 11 jours 19 h | Kennedy             | Assemblage de la Station spatiale internationale vol 2A: Unity. Premier vol d'assemblage de la station spatiale internationale |
| 94       | 27 mai       | 1999  | STS-96   | Discovery  | 7        | 9 jours 19 h  | Kennedy             | ravitaillement de la station spatiale internationale |
| 95       | 23 juillet   | 1999  | STS-93   | Columbia   | 5        | 4 jours 22 h  | Kennedy             | Lancement du télescope spatial Chandra |
| 96       | 19 décembre  | 1999  | STS-103  | Discovery  | 7        | 7 jours 23 h  | Kennedy             | Maintenance du télescope spatial Hubble |
| 97       | 11 février   | 2000  | STS-99   | Endeavour  | 6        | 11 jours 05 h | Kennedy             | Shuttle Radar Topography Mission |
| 98       | 19 mai       | 2000  | STS-101  | Atlantis   | 7        | 9 jours 21 h  | Kennedy             | ravitaillement de la station spatiale internationale |
| 99       | 8 septembre  | 2000  | STS-106  | Atlantis   | 7        | 11 jours 19 h | Kennedy             | ravitaillement de la station spatiale internationale |
| 100      | 11 octobre   | 2000  | STS-92   | Discovery  | 7        | 12 jours 21 h | Edwards             | Assemblage de la Station spatiale internationale vol 3A: Poutre Z1 |
| 101      | 30 novembre  | 2000  | STS-97   | Endeavour  | 5        | 10 jours 19 h | Kennedy             | Assemblage de la Station spatiale internationale vol 4A: Panneaux solaires P6, radiateurs |
| 102      | 7 février    | 2001  | STS-98   | Atlantis   | 5        | 12 jours 21 h | Edwards             | Assemblage de la Station spatiale internationale vol 5A: Destiny |
| 103      | 8 mars       | 2001  | STS-102  | Discovery  | 7/7      | 12 jours 19 h | Kennedy             | ravitaillement de la station spatiale internationale, relève de l'équipage |
| 104      | 19 avril     | 2001  | STS-100  | Endeavour  | 7        | 11 jours 21 h | Edwards             | Assemblage de la Station spatiale internationale vol 6A: robotic arm ; Première marche dans l'espace d'un canadien Chris Hadfield |
| 105      | 12 juillet   | 2001  | STS-104  | Atlantis   | 5        | 12 jours 18 h | Kennedy             | Assemblage de la Station spatiale internationale vol 7A: Quest |
| 106      | 10 aout      | 2001  | STS-105  | Discovery  | 7/7      | 11 jours 21 h | Kennedy             | ravitaillement de la station spatiale internationale, relève de l'équipage |
| 107      | 5 décembre   | 2001  | STS-108  | Endeavour  | 7/7      | 11 jours 19 h | Kennedy             | ravitaillement de la station spatiale internationale, relève de l'équipage |
| 108      | 1 mars       | 2002  | STS-109  | Columbia   | 7        | 10 jours 22 h | Kennedy             | Maintenance du télescope Hubble ; dernière mission réussie de Columbia avant STS-107 |
| 109      | 8 avril      | 2002  | STS-110  | Atlantis   | 7        | 10 jours 19 h | Kennedy             | Assemblage de la Station spatiale internationale vol 8A: Poutre S0 |
| 110      | 5 juin       | 2002  | STS-111  | Endeavour  | 7/7      | 13 jours 20 h | Edwards             | ravitaillement de la station spatiale internationale, relève de l'équipage, Mobile Base System du bras Canadarm 2 |
| 111      | 7 octobre    | 2002  | STS-112  | Atlantis   | 6        | 10 jours 19 h | Kennedy             | Assemblage de la Station spatiale internationale vol 9A: Poutre S1 |
| 112      | 23 novembre  | 2002  | STS-113  | Endeavour  | 7/7      | 13 jours 18 h | Kennedy             | Assemblage de la Station spatiale internationale vol 11A: Poutre P1, relève de l'équipage, dernière mission avant STS-107 |
| 113      | 16 janvier   | 2003  | STS-107  | Columbia   | 7        | 15 jours 22 h | N/A (Ken.)          | Spacehab ; Accident de la navette spatiale Columbia |
| 114      | 26 juillet   | 2005  | STS-114  | Discovery  | 7        | 13 jours 21 h | Edwards             | Premier vol postérieur à l'accident de la navette spatiale Columbia. Evaluation des dispositifs de sécurité de la navette spatiale mis en place à la suite du vol STS-107, ravitaillement de la station spatiale internationale/repair, MPLM Raffaello |
| 115      | 4 juillet    | 2006  | STS-121  | Discovery  | 7/6      | 12 jours 18 h | Kennedy             | Vol de la station spatiale internationale ULF1.1: Ravitaillement, relève de l'équipage, MPLM Leonardo |
| 116      | 9 septembre  | 2006  | STS-115  | Atlantis   | 6        | 11 jours 19 h | Kennedy             | Assemblage de la Station spatiale internationale vol 12A: Poutres P3/P4, Panneaux solaires |
| 117      | 9 décembre   | 2006  | STS-116  | Discovery  | 7/7      | 12 jours 21 h | Kennedy             | Assemblage de la Station spatiale internationale vol 12A.1: Poutre P5 & Spacehab-SM, relève de l'équipage |
| 118      | 8 juin       | 2007  | STS-117  | Atlantis   | 7/7      | 13 jours 20 h | Edwards             | Assemblage de la Station spatiale internationale vol 13A: Poutre S3/S4, Panneaux solaires, relève de l'équipage |
| 119      | 8 aout       | 2007  | STS-118  | Endeavour  | 7        | 12 jours 18 h | Kennedy             | Assemblage de la Station spatiale internationale vol 13A.1: Poutre S5 & Spacehab-SM & ESP3. Première utilisation du SSPTS (Station-to-Shuttle Power Transfer System)                                                                                   |
| 120      | 23 octobre   | 2007  | STS-120  | Discovery  | 7/7      | 15 jours 02 h | Kennedy             | Assemblage de la Station spatiale internationale vol 10A: US Harmony module, relève de l'équipage |
| 121      | 7 février    | 2008  | STS-122  | Atlantis   | 7/7      | 12 jours 18 h | Kennedy             | Assemblage de la Station spatiale internationale vol 1E: European Laboratory Columbus, relève de l'équipage |
| 122      | 11 mars      | 2008  | STS-123  | Endeavour  | 7/7      | 15 jours 18 h | Kennedy             | Assemblage de la Station spatiale internationale vol 1J/A: JEM ELM PS & SPDM, relève de l'équipage |
| 123      | 31 mai       | 2008  | STS-124  | Discovery  | 7/7      | 13 jours 18 h | Kennedy             | Assemblage de la Station spatiale internationale vol 1J: JEM - Japanese module Kibo & JEM RMS |
| 124      | 14 novembre  | 2008  | STS-126  | Endeavour  | 7/7      | 15 jours 20 h | Edwards             | Assemblage de la Station spatiale internationale vol ULF2: MPLM Leonardo, relève de l'équipage |
| 125      | 15 mars      | 2009  | STS-119  | Discovery  | 7/7      | 12 jours 19 h | Kennedy             | Assemblage de la Station spatiale internationale vol 15A: Poutre S6, Panneaux solaires |
| 126      | 11 mai       | 2009  | STS-125  | Atlantis   | 7        | 12 jours 21 h | Edwards             | Dernier vol de maintenance du télescope spatial Hubble. Dernier vol non destiné à la station spatiale. |
| 127      | 15 juillet   | 2009  | STS-127  | Endeavour  | 7/7      | 15 jours 16 h | Kennedy             | Assemblage de la Station spatiale internationale vol 2J/A: JEM Exposed Facility (EF) & JEM ELM ES. |
| 128      | 28 aout      | 2009  | STS-128  | Discovery  | 7/7      | 13 jours 21 h | Edwards             | Assemblage de la Station spatiale internationale vol 17A: MPLM Leonardo & L'équipage permanent de la station spatiale passe à 6 personnes. |
| 129      | 16 novembre  | 2009  | STS-129  | Atlantis   | 6/7      | 10 jours 19 h | Kennedy             | Assemblage de la Station spatiale internationale vol ULF3: ExPRESS Logistics Carriers (ELCs) 1 & 2. |
| 130      | 8 février    | 2010  | STS-130  | Endeavour  | 6        | 13 jours 18 h | Kennedy             | Assemblage de la Station spatiale internationale vol 20A: Tranquility and Cupola. |
| 131      | 5 avril      | 2010  | STS-131  | Discovery  | 7        | 15 jours 3 h  | Kennedy             | Assemblage de la Station spatiale internationale vol 19A: vol 4 ravitaillement et pièces détachées: Multi-Purpose Logistics Module Leonardo. |
| 132      | 14 mai       | 2010  | STS-132  | Atlantis   | 6        | 11 jours 18 h | Kennedy             | Assemblage de la Station spatiale internationale vol ULF4: Rassvet. |
| 133      | 24 février   | 2011  | STS-133  | Discovery  | 6        | 12 jours 19 h | Kennedy             | Assemblage de la Station spatiale internationale vol ULF5, MPLM Leonardo, (reste amarré en permanence à la station), ELC-4, Robonaut 2. Dernier vol de Discovery.                                                                                      |
| 134      | 16 mai       | 2011  | STS-134  | Endeavour  | 6        | 15 jours 18 h | Kennedy             | Assemblage de la Station spatiale internationale vol ULF6, ELC-3, ROEU, Alpha Magnetic Spectrometer. Dernier vol d'Endeavour. |
| 135      | 8 juillet    | 2011  | STS-135  | Atlantis   | 4        | 12 jours 18 h | Kennedy             | Assemblage de la Station spatiale internationale vol ULF7, MPLM Raffaello. Dernier vol d'Atlantis et dernier vol de navette. |

## Missions de secours (n'ont jamais volé)
| N'a jamais été lancé | 2005 | STS-300 | Atlantis    | 4/11 | ~11 jours | Mission de secours de la mission STS-114 de l'orbiteur Discovery, s'il a été endommagé ou bloqué dans l'espace. |
| N'a jamais été lancé | 2006 | STS-300 | Atlantis    | 4/11 | ~11 jours | Mission de secours de STS-121 Discovery                                                                         |
| N'a jamais été lancé | 2006 | STS-301 | Discovery   | 4/10 | ~11 jours | Mission de secours de STS-115 Atlantis                                                                          |
| N'a jamais été lancé | 2007 | STS-317 | Atlantis    | 4/11 | ~11 jours | Mission de secours de STS-116 Discovery                                                                         |
| N'a jamais été lancé | 2007 | STS-318 | Endeavour   | 4/11 | ~11 jours | Mission de secours de STS-117 Atlantis                                                                          |
| N'a jamais été lancé | 2007 | STS-322 | Discovery   | 4/11 | ~11 jours | Mission de secours de STS-118 Endeavour                                                                         |
| N'a jamais été lancé | 2007 | STS-320 | Atlantis    | 4/11 | ~11 jours | Mission de secours de STS-120 Discovery                                                                         |
| N'a jamais été lancé | 2008 | STS-323 | Discovery 1 | 4/11 | ~11 jours | Mission de secours de STS-122 Atlantis                                                                          |
| N'a jamais été lancé | 2008 | STS-324 | Discovery   | 4/11 | ~11 jours | Mission de secours de STS-123 Endeavour                                                                         |
| N'a jamais été lancé | 2008 | STS-326 | Endeavour   | 4/11 | ~11 jours | Mission de secours de STS-124 Discovery                                                                         |
| N'a jamais été lancé | 2009 | STS-400 | Endeavour   | 4/11 | ~11 jours | Mission de secours de STS-125 Atlantis                                                                          |
| N'a jamais été lancé | 2010 | STS-335 | Atlantis    | 4/11 | 10 jours  | Mission de secours de STS-133 Discovery                                                                         |

1 Initialement Endeavour, assurée par Discovery à la suite de la découverte de problèmes de contamination.

## Statistiques de vols par navette
| Navette    | Désignation | Nombre de vols | Durée cumulée        | Orbites | Premier vol    | Dernier vol       |
| ---------- | ----------- | -------------- | -------------------- | ------- | -------------- | ----------------- |
| Enterprise | OV-101      | 5              | 19 min               | 0       | 12 août 1977   | 26 octobre 1977   |
| Columbia   | OV-102      | 28             | 300 jours 17 heures  | 4 808   | 12 avril 1981  | 16 janvier 2003 † |
| Challenger | OV-099      | 10             | 62 jours 7 heures    | 995     | 4 avril 1983   | 28 janvier 1986 † |
| Discovery  | OV-103      | 39             | 364 jours 22 heures  | 5 830   | 30 août 1984   | 24 février 2011   |
| Atlantis   | OV-104      | 33             | 306 jours 14 heures  | 4 848   | 3 octobre 1985 | 8 juillet 2011    |
| Endeavour  | OV-105      | 25             | 296 jours 3 heures   | 4 677   | 7 mai 1992     | 16 mai 2011       |
| Total      | -           | 135            | 1330 jours 18 heures | 21 158  |                |                   |